# 奧耶 (密蘇里州)
奧耶（英語：Oyer）是位於美國密蘇里州聖克萊爾縣的非建制地區。

## 歷史
奧耶的郵局於1882年設立，其後於1935年停運。

## 地理
奧耶所處的海拔為高於海平面259米（即850英呎），而該地所採用的時區為UTC-6，即北美中部時區（CST）。同時該地設有夏令時間，為UTC-6調快一小時，即UTC-5（CDT）。